# Dolenji Maharovec
Dolenji Maharovec – wieś w Słowenii, w gminie Šentjernej. W 2018 roku liczyła 135 mieszkańców.